# SN 2002bg
SN 2002bg – supernowa typu Ia odkryta 23 lutego 2002 roku w galaktyce M+02-38-31. W momencie odkrycia miała maksymalną jasność 16,90m.